# 萊薩姆聖安納斯
萊薩姆聖安納斯（Lytham St Annes，/ˈlɪðəm səntˈænz/）是英國的一個城鎮，位於蘭開夏郡。據2011年英國人口普查，萊薩姆聖安納斯有人口26,398人。
萊薩姆聖安納斯擁有4個高爾夫球場，當中以皇家萊薩姆和聖安納斯高爾夫俱樂部最為出名。它在1926至2012年間曾舉辦過11次英國高爾夫球公開賽，為當地帶來遊客和傳媒的關注。